# José Romera Castillo
José Romera Castillo (Sorvilán, Granada; 24 de diciembre de 1946) es romanista, semiólogo, así como crítico literario y teatral español.
Es también catedrático de universidad de Literatura española y académico de número de la Academia de las Artes Escénicas de España, así como Académico Correspondiente de las Academias Chilena, Norteamericana, Puertorriqueña y Filipina de la Lengua Española; así como de las Academias de Buenas Letras de Barcelona, Granada y Córdoba. En el terreno de la Filología Hispánica, ha estudiado la literatura española, especialmente, y el teatro no solo como texto dramático, sino también como texto escénico o espectacular, así como la vida escénica española y su repercusión en el mundo. Director del Centro de Investigación de Semiótica Literaria, Teatral y Nuevas Tecnologías y de Signa. Revista de la Asociación Española de Semiótica.

## Vida académica
José Romera Castillo realizó sus estudios de Filología Románica en la Universidad de Granada, en la que se doctoró. Catedrático de la Universidad de Córdoba y de la Universidad Nacional de Educación a Distancia (desde 1991) ha sido también profesor en la Universidad de Valencia y profesor visitante en la Universidad de Ginebra, además de dar cursos y conferencias en numerosas universidades de Europa, América,Asia y África. Ha desempeñado los cargos académicos de Decano de la Facultad de Filología de la UNED (durante 8 años) y Director del Departamento de Literatura Española y Teoría de la Literatura (durante 14 años).

## Vida profesional
Sus campos de investigación se han centrado en diversas parcelas. Ha trabajado sobre la literatura española de diversas épocas que van desde Gonzalo de Berceo, Don Juan Manuel, Bernat Metge y La Celestina, pasando por Miguel de Cervantes, Hernando de Acuña, Juan de Timoneda, Lope de Vega, Calderón de la Barca, Tirso de Molina, Francisco de Quevedo, Teresa de Jesús, Leopoldo Alas, Rosalía de Castro, hasta llegar a autores de los siglos XX y XXI como Unamuno, Valle-Inclán, Juan Ramón Jiménez, Antonio Machado, Federico García Lorca, Luis Cernuda, León Felipe, Francisco Ayala, Luis Martín Santos, Camilo José Cela, Miguel Delibes o Terenci Moix, y sobre escritores latinoamericanos como Mario Benedetti, Bryce Echenique, Manuel Puig, entre otros. Su trayectoria investigadora se ha ocupado también de la escritura autobiográfica.
Especialista en estudios teatrales, referidos tanto a los textos como a las puestas en escena, ha investigado sobre dramaturgos del Siglo de Oro (Lope de Vega y Calderón de la Barca, especialmente), así como sobre las dramaturgias femeninas actuales y otros autores como Lauro Olmo, Rodríguez Méndez, Jerónimo López Mozo, José Luis Alonso de Santos, etc. En este sentido, ha sido elegido Académico de número de la Academia de las Artes Escénicas de España y Presidente de la Asociación Internacional de Teatro Siglo 21.
Ha contribuido a la implantación y estudio de la Semiótica en España por sus investigaciones teóricas y prácticas sobre los signos que conforman y modelan los lenguajes artísticos, especialmente los literarios. En esta esfera, fue fundador y presidente de la Asociación Española de Semiótica (AES), y dirige Signa. Revista de la Asociación Española de Semiótica. En el ámbito internacional ha sido cofundador de la Federación Latinoamericana de Semiótica y miembro del comité ejecutivo, por España, de la International Association for Semiotic Studies.
Además de haber contribuido a una nueva metodología de la enseñanza de la lengua y literatura, ha trabajado sobre las relaciones de la literatura con el cine, la televisión y las nuevas tecnologías. Ha creado y dirigido el Centro de Investigación de Semiótica Literaria, Teatral y Nuevas Tecnologías, el cual ha promovido desde 1991 investigaciones sobre teoría literaria, narrativa y poesía actual, la reconstrucción de la vida escénica en España desde la segunda mitad del siglo XIX hasta nuestros días y la presencia del teatro español en Europa y América, o las relaciones de la literatura con otros lenguajes artísticos.
Es miembro del consejo de redacción de diversas revistas nacionales e internacionales, así como Académico correspondiente de varias Academias de España (Buenas Letras de Barcelona, Buenas Letras de Granada y Ciencias, Bellas Letras y Nobles Artes de Córdoba) y de otros países (Academias Chilena, Puertorriqueña, Norteamericana y Filipina de la Lengua Española). Asimismo, ha sido nombrado Académico honorífico de la Academia Hispanoamericana de Buenas Letras (2021): https://portal.uned.es/portal/page?_pageid=93,71526816&_dad=portal&_schema=PORTAL.

## Publicaciones

### Estudios
- Gramática textual. Aproximación semiológica a 'Tiempo de silencio' (1976)	Valencia: Universidad de Valencia. ISBN 978-84-600-6851-8.[25]
- Pluralismo crítico actual en el comentario de los textos literarios (1976) Granada: Universidad de Granada. (Resumen de tesis de doctorado). Edición no venal.[26]
- El comentario de textos semiológico (1977) Madrid: Sociedad General Española de Librería. ISBN 978-84-7143-121-9.[27]
- Didáctica de la Lengua y la Literatura. Método y práctica (1979) Madrid: Playor. ISBN 978-84-359-0210-6.[28]
- Estudios sobre 'El Conde Lucanor' (1980) Madrid: UNED. ISBN 978-84-600-1950-3.[29]
- Notas a tres obras de Lope, Tirso y Calderón (1981) Madrid: UNED. ISBN 978-84-600-2332-6.[30]
- La poesía de Hernando de Acuña (1982) Madrid: Fundación Juan March. ISBN 978-84-7075-233-9.[31]
- En torno a 'El Patrañuelo' (1983) Madrid: UNED. ISBN 978-84-362-1468-0.[32]
- Semiótica literaria y teatral en España (1988) Kassel: Reichenberger. ISBN 978-3-923593-69-9.[33][34]
- Frutos del mejor árbol. Estudios sobre teatro español del Siglo de Oro (1993) Madrid: UNED. ISBN 978-84-362-2971-4.[35]
- Con Antonio Gala (Estudios sobre su obra) (1996) Madrid: UNED. ISBN 84-362-3407-3.[36]
- Enseñanza de la Lengua y la Literatura (Propuestas metodológicas y bibliográficas) (1996) Madrid: UNED. ISBN 978-84-362-3451-0.[37]
- Calas en la literatura española del Siglo de Oro (1998) Madrid: UNED. ISBN 978-84-362-3724-5.[38]
- Literatura, teatro y semiótica: Método, prácticas y bibliografía (1998) Madrid: UNED. ISBN 84-362-3788-9.[39]
- Historia y técnicas de la representación teatral. Guía didáctica (2005) Madrid: UNED. ISBN 978-84-362-4405-2. En colaboración con M.ª Pilar Espín Templado.[40]
- De primera mano. Sobre escritura autobiográfica en España (siglo XX) (2006) Madrid: Visor Libros. ISBN 978-84-7522-886-0.[41]
- Enseñanza de la Lengua y la Literatura. Guía Didáctica (2006) Madrid: UNED. Edición no venal.[42]
- Teatro español entre dos siglos a examen (2011) Madrid: Verbum. ISBN 978-84-7962-709-6.[43]
- Pautas para la investigación del teatro español y sus puestas en escena (2011) Madrid: UNED. ISBN 978-84-362-6377-0[44]
- Historia, literatura, vida (2012) Granada: Academia de Buenas Letras. Edición no venal.[45]
- Teatro español: siglos XVIII-XXI (2013) Madrid: UNED. ISBN 978-84-362-6702-0.[46]
- Textos literarios y enseñanza del español (2013) Madrid: UNED. ISBN 978-84-362-6702-0.[47]
- Laudatio de José Romera Castillo en el acto de investidura de Darío Villanueva  como Doctor honoris causa por la Universidad Nacional de Educación a Distancia (Madrid, 23 de enero de 2020): http://portal.uned.es/portal/page_pageid=93,70640345&_dad=portal&_schema=PORTAL; https://canal.uned.es/video/5e26b0ee5578f2439a2f39c8 y https://canal.uned.es/video/5e32e5a65578f2718e0df994
- Teatro de ayer y de hoy a escena (2020). Madrid: Verbum. ISBN 978-84-1337-250-1.
- Calas en el teatro español del siglo XXI (2020). Salobreña (Granada):  Editorial Alhulia / Academia de Buenas Letras de Granada (Colección Mirto, n.º 98). ISBN: 978-84-122566-3-5.
- Teselas literarias actuales  (2023). Madrid: Verbum. ISBN 978-841337-959-3.
- Antonio Gala a escena (2024). Vigo: Ediciones Invasoras. ISBN 978-84-18885-85-3.
- NOTA: ha editado más de 30 volúmenes de actas de los Seminarios internacionales y otras actividades del Centro de investigación que dirige: S E L I T E N @ T - Actas Seminarios (uned.es)